# Kylie Bilchev
Kylie Bilchev (* 24. Februar 2003 in Ipswich) ist eine britische Tennisspielerin.

## Karriere
Bilchev begann mit sechs Jahren das Tennisspielen und spielt bislang hauptsächlich auf der ITF Juniors World Tennis Tour und der ITF Women’s World Tennis Tour, wo sie bislang aber noch keinen Titel gewinnen konnte. Sie trainiert an der National Tennis Academy in Loughborough.
Bilchev war Teil des britischen Teams beim European Winter and Summer Cup der U14, wo sie an Position eins spielte. Sie gewann drei Turniere der Tennis Europe und war 206 der Eddie Herr Doppel-Champion, 2018 ITF G5 Dubai Champion und 2019 British Tour Champion.
2016 wurde sie zum Aegon Junior Player of the Month des Monats Juni gewählt.
2021 erreichte Bilchev bei den Wimbledon Championships das Achtelfinale im Juniorinneneinzel, wo sie der späteren Turniersiegerin Ane Mintegi del Olmo knapp in drei Sätzen mit 2:6, 6:4 und 3:6 unterlag. Im Juniorinnendoppel erhielt sie mit Partnerin Mingge Xu eine Wildcard und erreichte ebenfalls das Achtelfinale. Im Juni erhielt sie zusammen mit Partnerin Marie Benoît eine Wildcard für das Hauptfeld im Damendoppel der Nottingham Trophy. Die Paarung unterlag aber bereits in der ersten Runde den späteren Finalistinnen aus Australien Priscilla Hon und Storm Sanders.

### College Tennis
Bilchev spielt seit 2021 für das Damentennis-Team Yellow Jackets der Georgia Tech in Atlanta.

## Persönliches
Bilchev besuchte die Kesgrave High School.